# まるはら
合名会社まるはらは、大分県日田市に本店を置き、醤油・味噌等の調味料を製造販売する企業である。

## 沿革
- 1899年（明治32年） - 創業[1][2]。
- 1924年（大正13年） - 「合名会社まるはら」に組織変更[1]。
- 2016年（平成28年）
  - 100年企業顕彰で優良100年企業表彰を受ける[3][4]。
  - 大分県産業科学技術センターと共同開発した鮎魚醤[2][5]が発明協会会長賞を受賞[6]。

## 所在地
本店・工場
〒877-0047 大分県日田市中本町5-4
豆田店
〒877-0005 大分県日田市豆田町10-7
福岡支店
〒812-0017 福岡県福岡市博多区美野島1-24-27
北九州支店
〒802-0816 福岡県北九州市小倉南区若園2-24-1
大分支店
〒874-0016 大分県別府市野田1組490-20

## 商品

### 醤油
- あやめ
- 紫微
- 都
- 淡雪
- 錦
- 縁[7]

### 味噌
- 合わせ味噌
- 麦味噌
- 米味噌
- 米すり味噌[8]

### 鮎魚醤
- 鮎魚醤
- 絹
- 鮭魚醤
- 焼肉のたれ
- たまごはん
- かぼぽん
- インスタント味噌汁[9]

### ラムネ
- ラムネ
- 虹色ラムネ[10]